# Ctenus doloensis
Ctenus doloensis är en spindelart som beskrevs av Lodovico di Caporiacco 1940. Ctenus doloensis ingår i släktet Ctenus och familjen Ctenidae.
Artens utbredningsområde är Etiopien. Inga underarter finns listade i Catalogue of Life.